# Братковський Роман
Роман Братко́вський (2 вересня 1869, Львів — 25 вересня 1954, Величка) — український живописець та художній критик.

## Біографія
Народився 2 вересня 1869 року у місті Львові (тепер Україна). У 1888—1890 роках навчався у Краківській школі образотворчого мистецтва (викладачі Фелікс Шиналевський, Ігнатій Яблонський та Владислав Лущкевич). Далі він продовжив навчання живопису у Відні. У 1891—1892 роках — в Академії мистецтв; у 1894—1896 роках навчався в приватній школі живопису Антона Ажбе у Мюнхені, куди неодноразово повертався. 
Починаючи з 1891 року художник регулярно брав участь у виставках, до проходили у Варшаві, Кракові та Львові.
З 1896 по 1922 рік — мешкав та працював у Львові. Викладав у приватній школі мистецтв Станіслава Батовського-Качора, з 1903 року у дитячій студії образотворчого мистецтва під керівництвом Івана Труша. З 1912 року був професором Вільної академії мистецтв. У міжвоєнний період мешкав в Італії, був директором Музею Яна Стики на Капрі.
Помер 25 вересня 1954 року у місті Величці.

## Творчість
Братковський писав переважно пейзажі, в яких переважали морські краєвиди та ноктюрни. Картини художника перебувають у збірках музеїв Кракова, Варшави та Тарнова, а також приватних колекціях. Вони були чудово складені та закінчені, пройняті настроєм тонкої меланхолії. Їм була властива здатність спостерігати та синтезувати явища природи, особливо підкреслюючи контраст руху та спокою у пейзажі.
Серед робіт:
- «Каплиця» (1889, олія, полотно);
- «Зимова вода» (1897);
- «Осінь» (1899);
- «При повному місяці» (1904);
- «Зимовий пейзаж» (1905, олія, полотно);
- «Море Сан-Ремо» (1905, олія, полотно);
- «Перед бурею» (1905, олія, полотно; Львівська галерея мистецтв);
- «Дуби на межі» (1906);
- «Закуток» (1908, олія, полотно);
- «Зимовий символічний пейзаж, Львів» (1909, олія, полотно);
- «Священний гай» (1910);
- «Зима під Львовом» (1911, олія, полотно);
- «Осіння гармонія» (1912);
- «Сад в цвіту» (1913, олія, полотно);
- «Осінній ліс» (1922, олія, полотно);
- «Літний день Капрі» (1925, олія, полотно);
- «Капрі. Альтанка на сонці» (1929, олія, полотно);
- «Захід над морем Капрі» (1929, олія, полотно);
- «Марина» (1935);
- «Зимовий ноктюрн» (1938, олія, картон);
- «Яблуні квітнуть» (1943, олія, картон);
- «Зимовий пейзаж з потічком» (олія, картон);
- «Платани. Краків» (олія, картон);
- «Хвилі та каміння» (олія, полотно).

З 1895 по 1922 рік брав участь у щорічних виставках львівського товариства шанувальників витончених мистецтв. Виступав як художній критик, був рецензентом художніх виставок, зокрема всеукраїнської виставки в Львові у 1905 році.
Твори художника зберігаються в Львівській галереї мистецтв імені Бориса Возницького, Краківському національному музеї, Закарпатському художньому музеї.
У 1902 році спільно з живописцем Мечиславом Корвін Піотровським на замовлення Шимона-Міхала Тепфера виконав стінописи з краєвидами Львова у залах ресторану Тепферів на вулиці Трибунальській, 12 (нинішня вул. Шевська) у Львові.

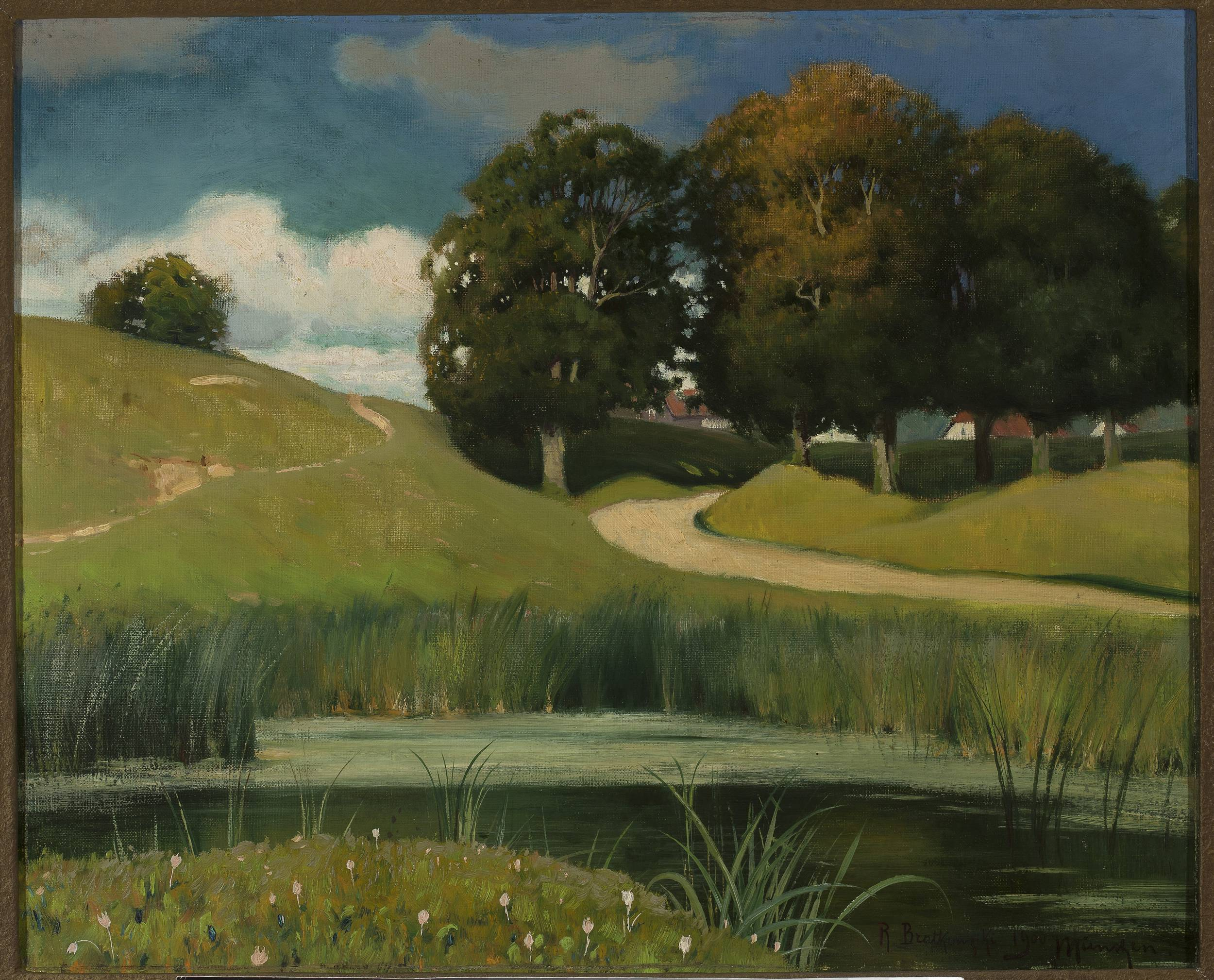
«Краєвид з річкою» (1900, Національний музей у Варшаві)
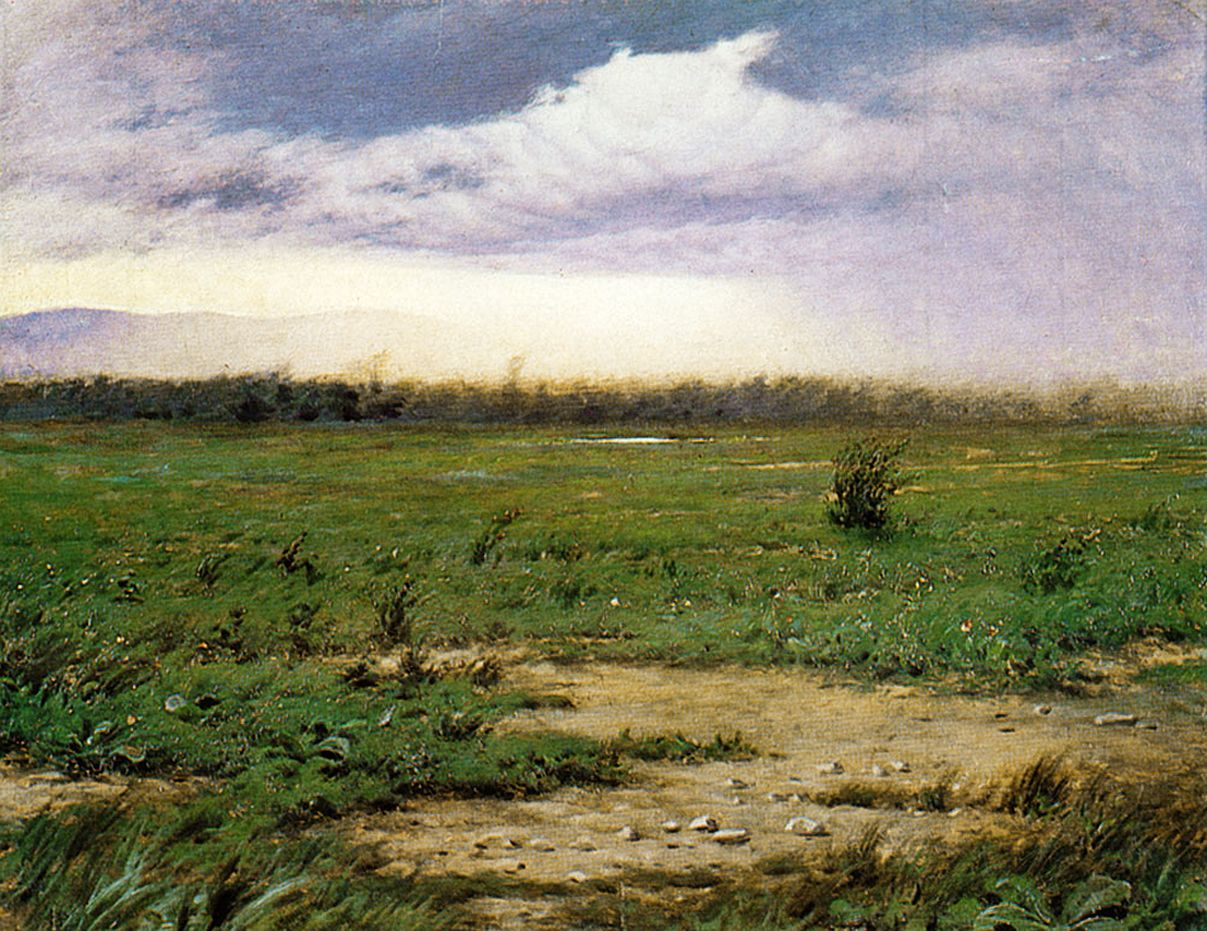
«Перед бурею» (1905, Львівська галерея мистецтв)
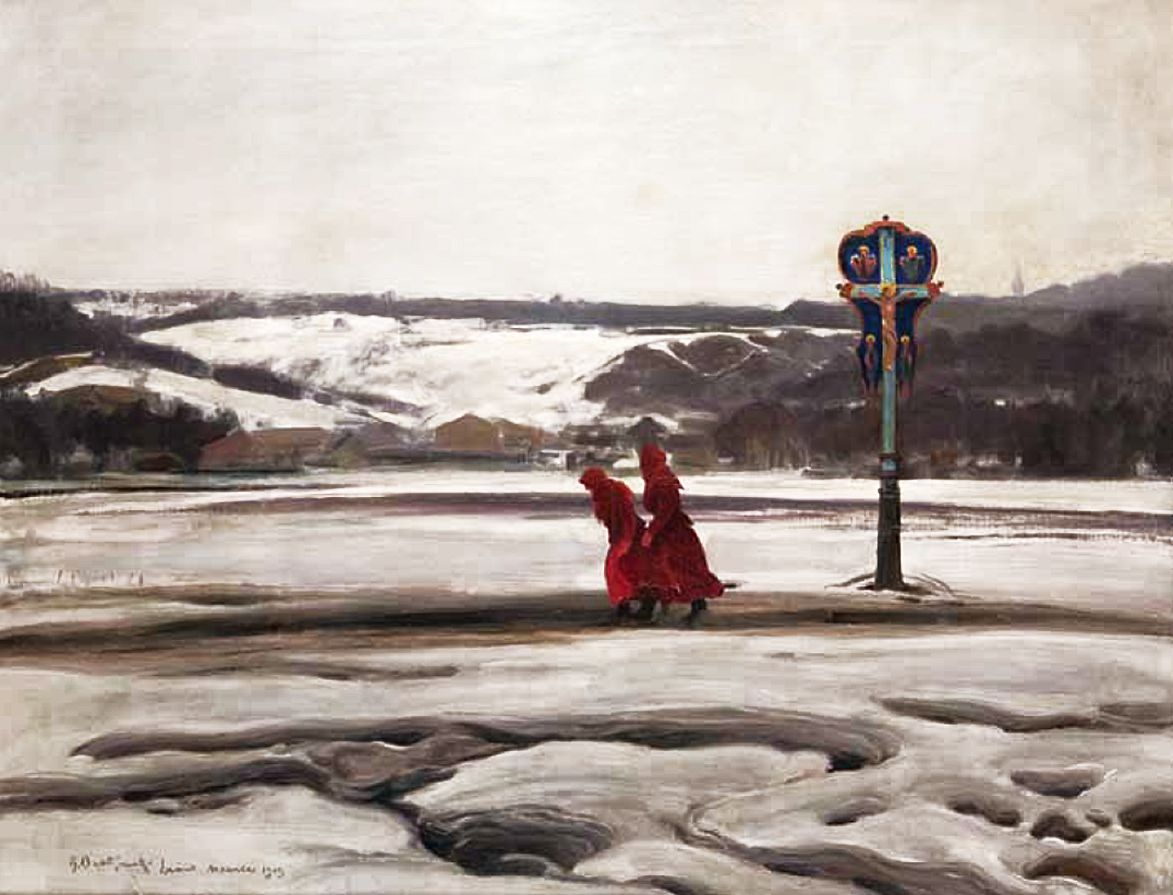
«Зимовий символічний пейзаж, Львів» (1909)
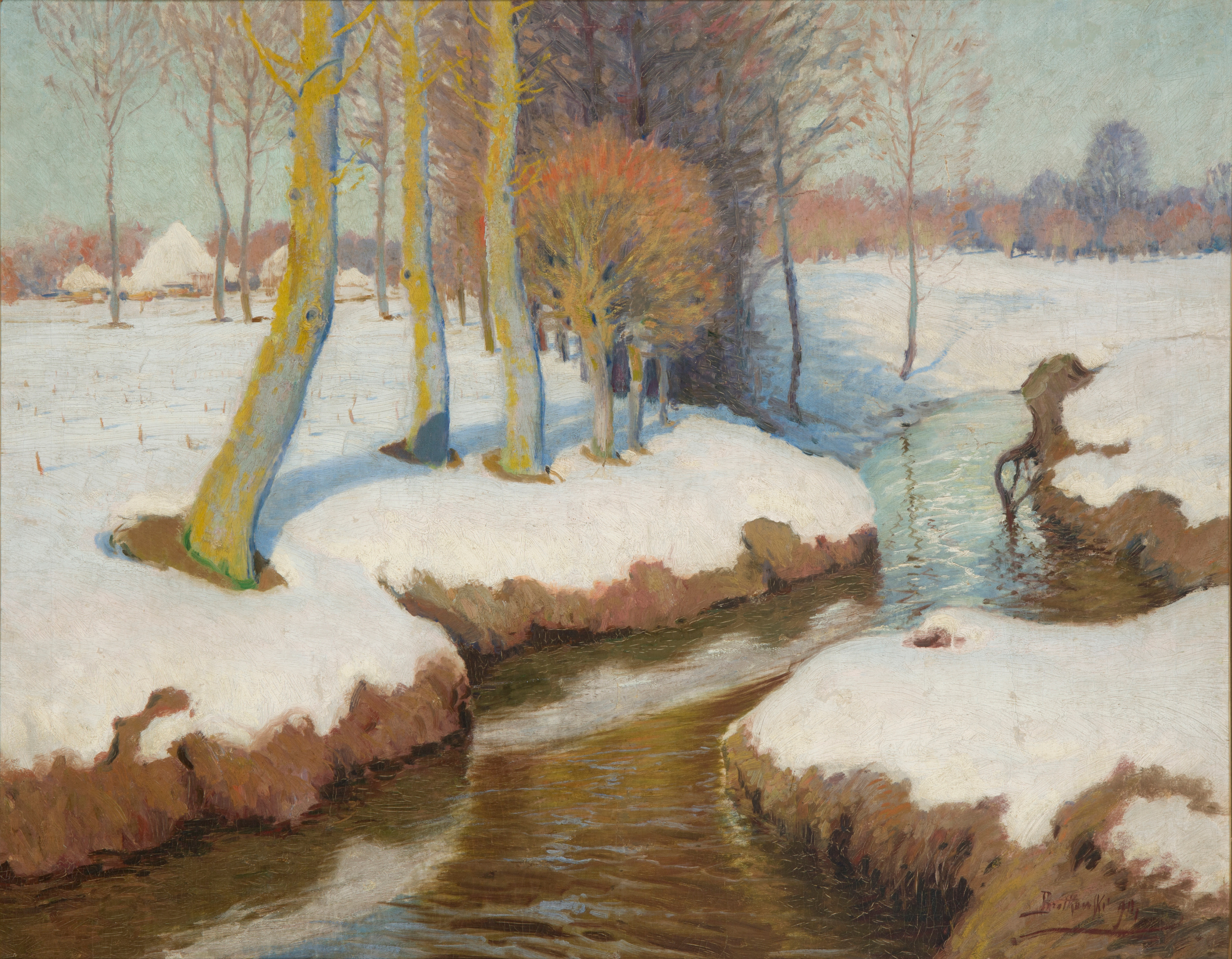
«Зимовий пейзаж» (1914, Національний музей у Кракові)
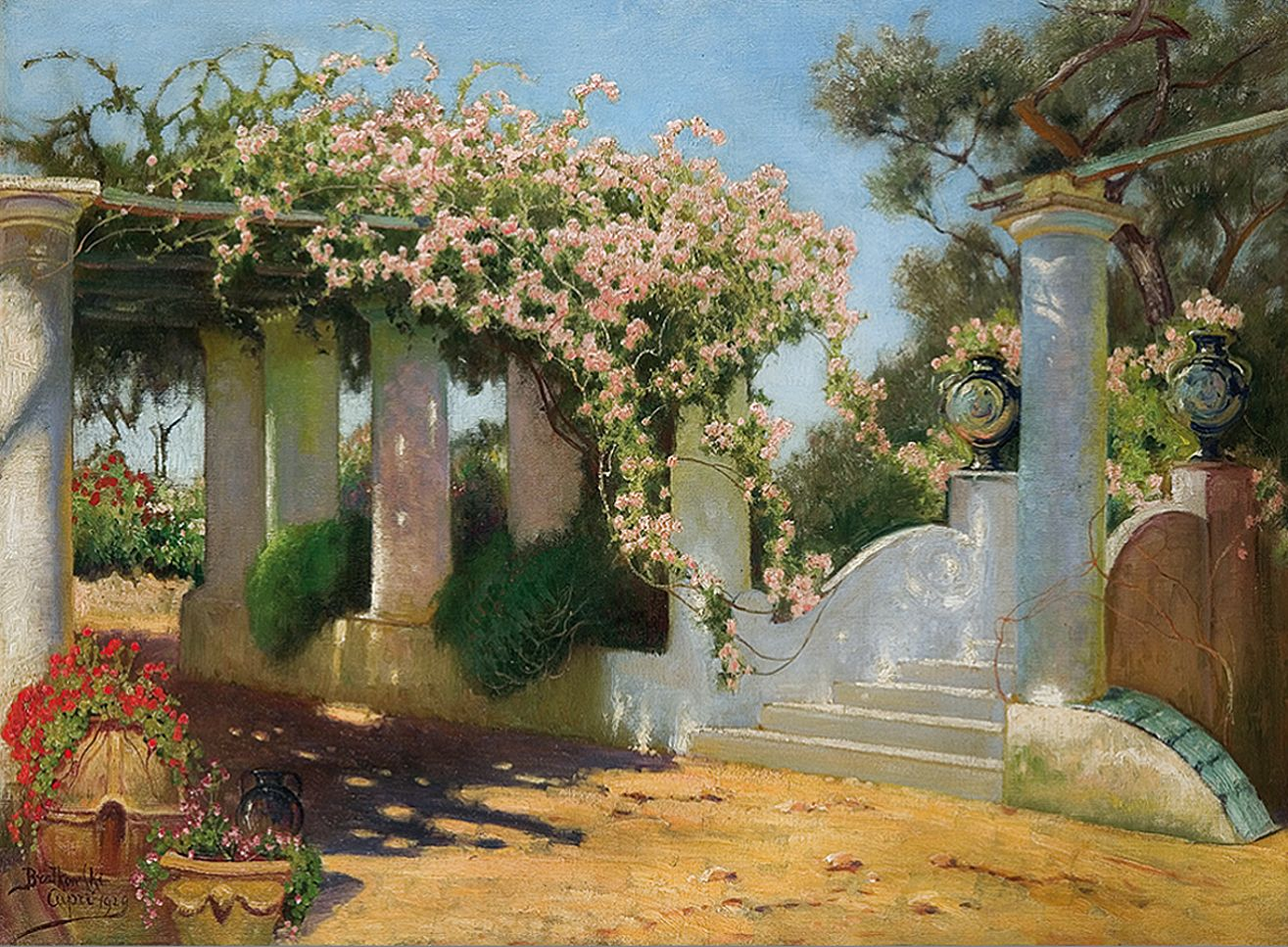
«Капрі, альтанка на сонці» (1929)
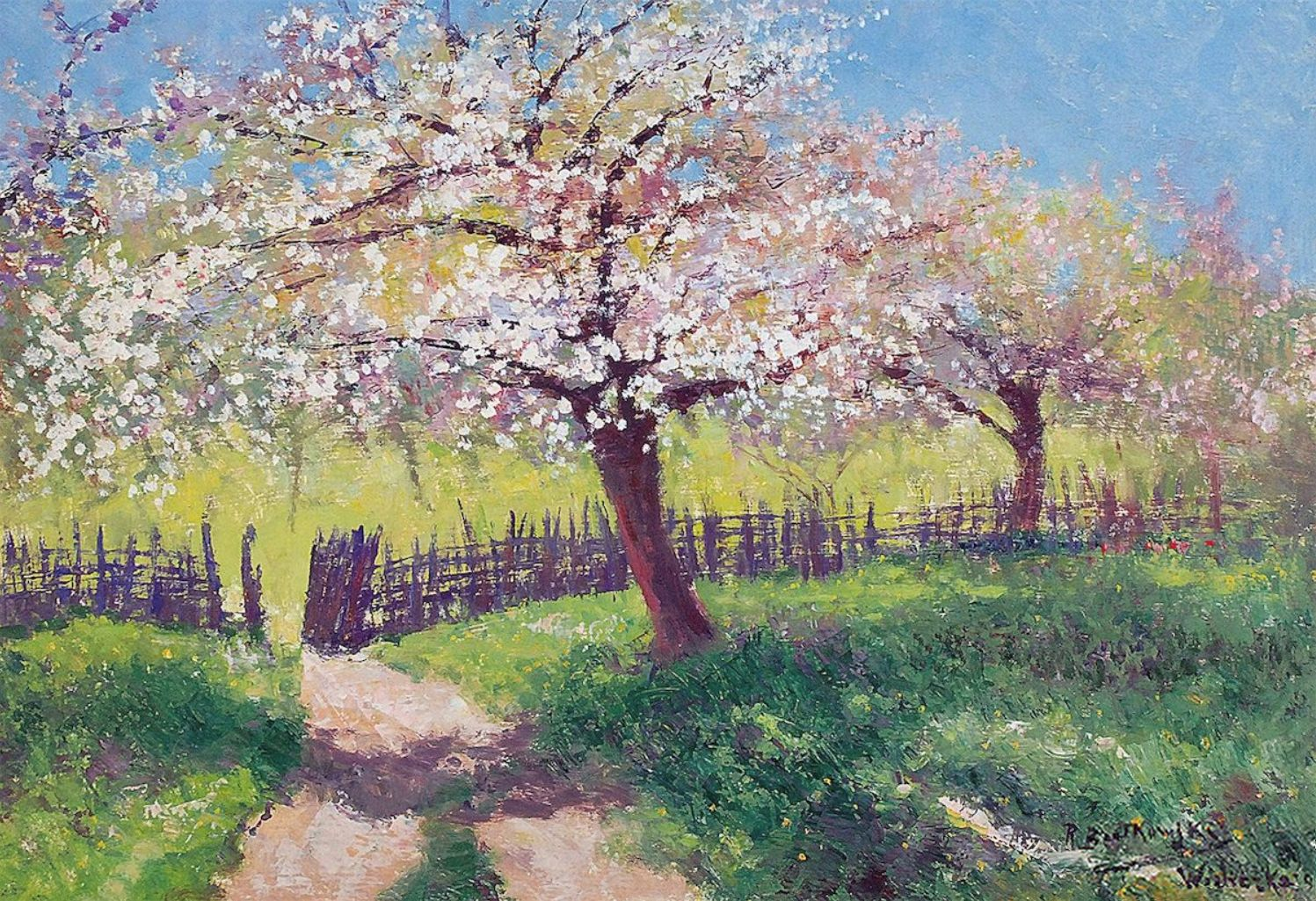
«Яблуні квітнуть» (1943)